# Anthony Elding
Anthony Lee Elding est un footballeur anglais né le 16 avril 1982 à Boston. Il joue au poste d'attaquant à Leeds United. Elding joua surtout en toute fin de saison à Leeds United. Profitant d'une blessure de Jermaine Beckford, il fut préféré à Trésor Kandol.

## Carrière
- 2000-2003 : Boston United  (39 matchs et 7 buts)
- 2003-2006 : Stevenage Borough FC  (139 matchs et 54 buts)
- 2006-2007 : Boston United  (20 matchs et 5 buts)
- 2007-2008 : Stockport County  (59 matchs et 25 buts)
- jan. 2008-juil. 2008 : Leeds United  (9 matchs et 1 but).
- juil. 2008-2010 : Crewe Alexandra
- 2010 : Ferencváros
- 2010-2011 : Rochdale
- 2011-2013 : Grimsby Town
- 2013 - : Sligo Rovers